# Mickaël Barzalona
Mickaël Barzalona, né le 3 août 1991 à Avignon, est un jockey français.

## Biographie
Durant son enfance, Mickaël Barzalona se passionne pour le sport équestre et pratique notamment le horse-ball. À 14 ans, il entre chez l'entraîneur André Fabre en tant qu'apprenti.
Barzalona débute en compétition en 2007 et remporte sa première victoire l'année suivante à Fontainebleau. Son premier succès en groupe 1 à Longchamp date de 2011, lorsqu'il remporte le Prix Saint-Alary avec Wavering. En juin de la même année, il gagne le Derby d'Epsom avec Pour Moi, un cheval entraîné par Fabre. Il remporte cette course d'un nez. Sa célébration prématurée (Barzalona s'est mis debout sur ses étriers, le poing en l'air, avant la ligne d'arrivée) lui vaut des remontrances de la part des officiels,. En 2012, il rejoint l'écurie Godolphin et remporte la Dubaï World Cup avec Monterosso. Il décroche la cravache d'or en 2021, récompensant le jockey ayant remporté le plus de victoires dans l'année. En 2025, il quitte Godolphin pour devenir premier jockey de l'écurie Aga Khan.  

## Palmarès (courses deGroupe Iuniquement)
France
- Poule d'Essai des Poulains – 2 – Victor Ludorum (2020), Marhaba Ya Sanafi (2023)
- Poule d'Essai des Pouliches – 2 – Castle Lady (2019), Zarigana (2025)
- Prix Jean–Luc Lagardère – 4 – Ultra (2015), Victor Ludorum (2019), Sealiway (2020), Belbeck (2022)
- Prix Jean Prat – 2 – Havanna Gold (2013), Territories (2015)
- Prix Saint–Alary – 1 – Wavering (2011)
- Prix Ganay – 1 – Cloth of Stars (2017)
- Prix Vermeille – 1 – Kitesurf (2018)
- Prix Morny – 1 – Earthlight (2019)
- Prix Maurice de Gheest – 1 – Marianafoot (2021)
- Prix de l'Opéra – 1 – Place du Caroussel (2022)
- Prix du Moulin de Longchamp – 1 – Tribalist (2024)
- Grand Prix de Saint-Cloud – 1 – Calandagan (2025)

 Royaume-Uni
- Derby d'Epsom – 1 – Pour Moi (2011)
- King George VI and Queen Elizabeth Stakes – 1 – Calandagan (2025)
- Fillies' Mile – 1 – Certify (2012)
- St. Leger – 1 – Encke (2012)
- Middle Park Stakes – 1 – Earthlight (2019)
- Champion Stakes – 1 – Sealiway (2021)

 Italie
- Premio Roma – 1 – Zazou (2011)

 Émirats arabes unis
- Dubaï World Cup – 1 – Monterosso (2012)
- Al Maktoum Challenge R3 – 4 – Long River (2017), Capezzano (2019), Matterhorn (2020), Hypothetical (2022)
- United Arab Emirates Derby – 1 – Khawlah (2011)
- UAE 2 000 Guineas – 2 – Splash Point’s (2011), Kinglet (2012), Long john (2014)
- UAE 1000 Guineas -1- Nashmiah (2017)
- UAE Oaks – 1 – Falls Of Lora (2012)

 États-Unis
- Breeders' Cup Turf – 1 – Talismanic (2017)

 Arabie saoudite
- King's Cup – 1 – Sairoor (2013)